# × Aegilotriticum triticoides
×Aegilotriticum triticoides là một loài thực vật có hoa trong họ Hòa thảo. Loài này được (Req. ex Bertol.) van Slageren miêu tả khoa học đầu tiên năm 1994.